# Атлантський яхт-клуб
Атланта Яхт-клуб — приватний яхт-клуб, розташований у Акворті, штат Джорджія (Сполучені Штати), на південно-західному березі озера Аллатона.

## Флоти і регати
Поточні флоти в клубі та їхні основні регати:
- Y-flyer флот 1, Бірс Регата[1]
- Thistle Fleet 48, Діксі Регата[2]
- Snipe Fleet 330, Хеллоуїн Регата[3]

## Відомі моряки
Тед Тернер та Тараса Девіс є одними з найвідоміших матросів Атланта Яхт-клубу.